# London Euston pályaudvar
A London Euston az Egyesült Királyságban, Londonban található fejpályaudvar. A nevét a Grafton hercegek családi rezidenciájáról, a norfolki Euston Hallról kapta. Amikor 1833-ban javasolták az állomás megépítését, a terület még a tulajdonukban álló mezőgazdasági terület volt. Egyike azon 19 állomásnak, melyet a Network Rail kezel. Forgalma alapján a hatodik legforgalmasabb vasútállomás az Egyesült Királyságban.

## Forgalma
| Járat | Útvonal | Gyakoriság    |
| ----- | --- | ------------- |
|       | Watford Junction – Watford High Street – Bushey – Carpenders Park – Hatch End – Headstone Lane – Harrow & Wealdstone – Kenton – South Kenton – North Wembley – Wembley Central – Stonebridge Park – Harlesden – Willesden Junction – Kensal Green – Queen’s Park – Kilburn High Road – South Hampstead – Euston | 20 percenként |

Az állomásról indulnak a Caledonian Sleeper éjszakai vonatok is Skócia felé.

## Vasútvonalak
Az állomást az alábbi vasútvonalak érintik:
- West Coast Main Line
- Watford DC Line

## Kapcsolódó állomások
A vasútállomáshoz az alábbi állomások vannak a legközelebb:
- Wembley Central (Glasgow Central, West Coast Main Line)
- South Hampstead (Watford Junction railway station, Watford Junction to London Euston)